# Epikureer
Als Epikureer (veraltete Schreibweise: Epikuräer) werden im Allgemeinen die Anhänger der Lehre Epikurs bezeichnet. Der Epikureismus war bis ins zweite nachchristliche Jahrhundert hinein eine einflussreiche philosophische Schule mit zahlreichen Anhängern. Seit der römischen Zeit wurde der Begriff, insbesondere von den christlichen Gegnern Epikurs, mit einer negativen Bedeutung im Sinne von „Genussmensch“ verwendet.

## Schüler und Anhänger der Lehre Epikurs
- Metrodoros von Lampsakos (* 330; † 277 v. Chr.; Philosoph, direkter Schüler und Freund Epikurs)
- Polyainos (um 300 v. Chr.; Mathematiker)
- Hermarchos (* um 340 v. Chr.; † um 260 v. Chr. in Athen)
- Kolotes von Lampsakos (Zeitgenosse Epikurs)
- Karneikos
- Idomeneus von Lampsakos (4.–3. Jahrhundert v. Chr.)
- Polystraton
- Philonides aus Laodikeia
- Demetrios Lakon (2. Jh. v. Chr.)
- Apollodor von Athen (zweite Hälfte des 2. Jahrhunderts v. Chr.)
- Zenon von Sidon (*um 150; † um 70 v. Chr.; Spätepikureer, von Cicero gerühmter Schüler Apollodors)
- Siron
- Asklepiades von Bithynien (* um 124 v. Chr. in Prusa in Bithynien, Kleinasien; † 60 v. Chr. in Rom; Arzt)
- Thespis
- Aristion
- Philodemos von Gadara (* 110; † 40 v. Chr.; griechischer Philosoph, der in Rom lebte)
- Lukrez (* um 97 v. Chr.; † um 55 v. Chr.; römischer Dichter und Philosoph, bekanntester Anhänger Epikurs, überlieferte einen Großteil von Epikurs Lehre)
- Phaedrus (* um 15 v. Chr.; † um 50 n. Chr.; römischer Fabeldichter)
- Diogenes von Oinoanda (um 200 n. Chr., Verfasser einer umfangreichen Inschrift mit einer Kurzdarstellung der epikureischen Lehre)
- Horaz (ca. 10 v. Chr.)